# Stanisław Porębski (policjant)
Stanisław Jan Porębski (ur. 26 kwietnia 1898 w Zembrzycach Wadowickich, zm. 1940 w Kalininie) – nadkomisarz Policji Państwowej, kapitan piechoty rezerwy Wojska Polskiego, działacz niepodległościowy, ofiara zbrodni katyńskiej.

## Życiorys
Od 6 sierpnia 1914 roku żołnierz Legionów Polskich, służył w 2 pułku piechoty i w 3 pułku piechoty. Od 1 listopada 1918 roku do 24 lipca 1920 roku w Wojsku Polskim, następnie w niewoli bolszewickiej. Od 4 kwietnia 1921 do 31 lipca 1936 roku ponownie w Wojsku Polskim; służył w 3 pułku piechoty Legionów (1921), 11 pułku piechoty (1923–1924, 1928) i 20 pułku piechoty Ziemi Krakowskiej (1932–1936), kapitan piechoty rezerwy. Od 1 sierpnia 1936 roku w Policji Państwowej. We wrześniu 1939 roku komendant powiatowy Policji w Warszawie.
Po agresji ZSRR na Polskę w 1939 roku znalazł się w niewoli radzieckiej w specjalnym obozie NKWD w Ostaszkowie. Zamordowany przez NKWD w Kalininie (obecnie Twer) wiosną 1940 roku jako jedna z ofiar zbrodni katyńskiej.
4 października 2007 minister spraw wewnętrznych i administracji Władysław Stasiak mianował go pośmiertnie na stopień podinspektora Policji Państwowej. Awans został ogłoszony 9 listopada 2007, w Warszawie, w trakcie uroczystości „Katyń Pamiętamy – Uczcijmy Pamięć Bohaterów”.

## Ordery i odznaczenia
- Krzyż Niepodległości – 9 listopada 1931 „za pracę w dziele odzyskania niepodległości”[2]
- Krzyż Walecznych czterokrotnie
- Srebrny Krzyż Zasługi
- Medal Pamiątkowy za Wojnę 1918–1921
- Medal Dziesięciolecia Odzyskanej Niepodległości